# 美國國家環境資訊中心
國家環境資訊中心（英語：National Centers for Environmental Information，簡稱：NCEI）是一個美國政府機構，負責管理世界上最大的大氣、海岸、地球物理和海洋數據檔案庫。現任總監是Derek Arndt。

## 历史
NCEI由國家環境衛星、數據和資訊服務處（NESDIS）營運，該機構是美國商務部下屬的國家海洋和大氣管理局（NOAA）的一個辦公室。

## 外部連結
- 官方网站